# Stefan Vladar
Stefan Vladar (né à Vienne, 2 octobre 1965) est un pianiste et chef d'orchestre autrichien.

## Biographie
Stefan a commencé à prendre des leçons de piano à l'âge de six ans, et en 1973, il est entré à l'Académie de musique et des arts du spectacle de Vienne, où il a eu comme professeurs Renate Kramer-Preisenhammer et Hans Petermandl.
En 1985, Vladar a remporté le VIIe concours de piano Ludwig van Beethoven de Vienne. En 1992, il a participé à My War Years, un drame-documentaire canadien sur Arnold Schönberg et le chemin du compositeur vers l'atonalité. Vladar a reçu la médaille du « Mozartgemeinde Mozart Wien » en 1994. En plus de sa carrière de concertiste, il est le chef principal du Grosses Orchester Graz depuis 2002 et depuis 2008, le chef principal de l'Orchestre de chambre de Vienne,.